# Cangshan (Yunnan)

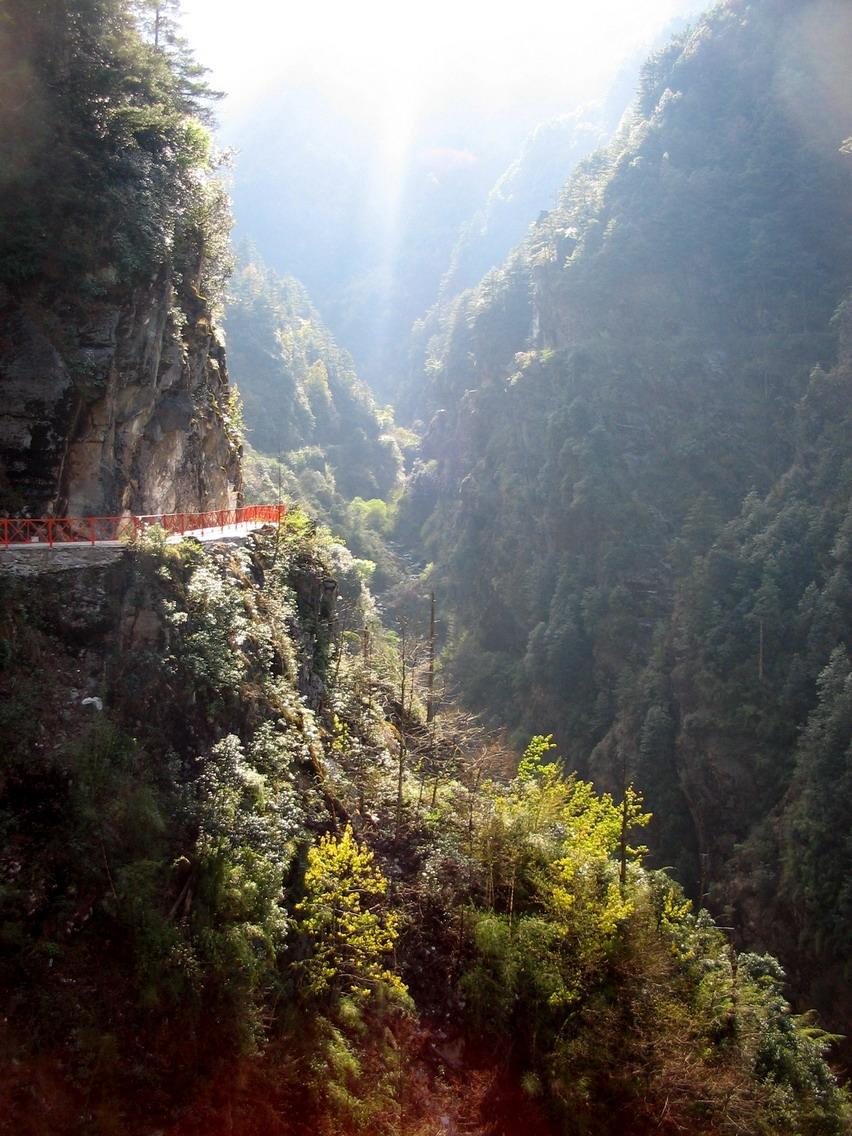
A lo largo de la ruta sur de la Jade-Cloud Road.

Cangshan (en chino tradicional, 蒼山; en chino simplificado, 苍山; pinyin, Cángshān) es una cadena montañosa justo al oeste de la ciudad de Dali en la provincia de Yunnan al suroeste de China.
La cumbre más alta, Malong, alcanza una altura de 4.122 m, pero la montaña incluye otros 18 picos con más de 3.500 metros. La montaña es conocida por sus muy ricas y diversas floras, documentada científicamente por primera vez por Pierre Jean Marie Delavay en 1882. La variedad de plantas alcanza más de 2330 y la de animales, 170, entre ellos, hay 16 tipos son clasificados animales protegidos a nivel nacional. 
En 1991, comenzó la construcción de una calzada pavimentada que corre de norte a sur desde la parte superior de la estación del telesilla, cerca de la antigua Dalí. Este camino pasa por varias cascadas, y tiene vistas al lago Erhai y la antigua ciudad. Este camino se llama "Jade-Cloud Road" después de las formaciones que aparecen en los picos Cangshan. La construcción fue terminada en 1992 y en 2004 un nuevo proyecto se puso en marcha para ampliar la carretera y aumentar su longitud. La estación del telesilla de la ciudad de Dali en la ladera de la montaña es un complejo de templos, así como una posada de viajeros.